# FoR
株式会社FoR（英: FoR INC.）は、東京都渋谷区に本社を置き、化粧品（コスメ・スキンケア）やエステサロン、健康食品などの美容ジャンルを中心としたメディアプラットフォームを企画・運営するインターネットサービス企業である。

## 概要
人気コスメやスキンケアに関する商品の成分や口コミなどを比較し、一人ひとりのユーザーに最適な化粧品を見つけることができるウェブサイト「ONEcosme」、ダイエットに特化したエステサロンのコースや導入マシン、ユーザーの口コミなどを比較することができる「SlimMagazine」などを中心に、美容ジャンルでメディアサービスを5つ運営している。

## 沿革
- 2017年（平成29年）6月 - 東京都文京区にて株式会社FoRを設立
- 2017年（平成29年）10月 - インターネット広告を活用したメディア事業開始
- 2018年（平成30年）10月 - メディア事業単月売上1億円達成
- 2019年（令和1年）8月 - コスメ・スキンケアの比較サイト「ONEcosme」サービス開始
- 2020年（令和2年）4月 - 東京都渋谷区にオフィス移転
- 2021年（令和3年）1月 - 「ONEcosme」会員機能リリース、口コミプラットフォーム開発
- 2022年（令和4年）1月 - プラットフォーム型メディア「ピッタメ」サービス開始
- 2022年（令和4年）2月 - プラットフォーム型のメディア「Yourdriver」サービス開始
- 2022年（令和4年）3月 - プラットフォーム型のメディア「Garnet」サービス開始
- 2022年（令和4年）4月 - サービス比較プラットフォーム型のメディア「WeChoice」サービス開始

## サービス
ONEcosme
コスメ・スキンケアの比較メディア。コスメ・スキンケア商品の成分や価格などの基本的な情報、各ユーザーに合わせた悩み別・年齢別・肌質別などで商品を比較することができる。

ONEcosme review
コスメ・スキンケアの口コミプラットフォーム。会員登録機能があり、気になっているコスメ・スキンケア商品の口コミや使用感などをチェックすることができる化粧品の口コミサイト。テキストだけではなく、写真なども掲載されているので細かいテクスチャーなども見ることができる。

SlimMagazine
エステサロンの総合比較メディア。全国の痩身エステやフェイシャルエステ、ブライダルエステなどのエステサロンのコース内容や店舗写真、ユーザー口コミなどを見て、エステサロンを比較することができるメディア。インフルエンサーが実際にエステサロンに体験に行った特集記事などを見ることができる。

ピッタメ
ユーザに最適な映画をAIでマッチングする映画口コミプラットフォーム。会員登録をしたユーザーの口コミをもとに、約10万作品の中から映画をAIでマッチングすることができる提案型の映画口コミプラットフォーム。映画のジャンルだけではなく、"感情"と"見どころ"をかけ合わせた3つの検索軸を機械学習で最適化することで、よりユーザー希望に近い映画にたどり着くことができる。

Yourdriver
レベルに合わせて最適なゴルフスクールやクラブがわかるゴルフメディア。アマチュアゴルファーのゴルフ歴やベストスコア、苦手なクラブ、球の癖などをもとに最適なゴルフスクールやゴルフクラブを探すことができる。ゴルフの全国のゴルフ練習場データーベースやスコアアップに直結するレッスン記事も見ることができる。

Garnet
美容医療クリニックの総合口コミプラットフォーム。全国の美容クリニックを比較することができる総合口コミプラットフォーム。各エステサロンごとの施術内容や料金などの比較、店舗や医師ごとの口コミや施術実績などを見ることができる。

WeChoice
日用品からコスメ・家電・食品・サービスなどオールジャンルを対象に、本当にユーザーに選ばれているモノを比較することができる総合比較プラットフォーム。会員登録をしたユーザーがアンケートや投票機能によって評価した商品やサービスをランキング形式で発表することで、本当にユーザーに選ばれている商品やサービスをジャンルごとに比較することができます。